# 松下和干
松下和幹（日语：／ Matsushita Takayoshi，1953年1月30日—），日本男子射箭运动员。他曾代表日本参加1982年、1986年、1990年和1994年亚洲运动会射箭比赛，获得二枚金牌、五枚银牌和一枚铜牌。他也曾参加1984年、1988年、1996年和2000年夏季奥运会。